# Gospin plašt
Gospin plašt (vrkuta, noga lava, noga oroslanova, lat. Alchemilla), brojan i raširen biljni rod koji obuhvaća 714 priznatih vrsta koje se mogu naći u Europi, Aziji, te neke i u Africi i Americi. Na eng. jeziku ovaj rod poznat je kao gospin plašt ili lady's mantle, a isti naziv poznat je i na slavenskom govornom području gdje se javljaju i imena vrkuta i virak.
Njezina vrsta Alchemilla vulgaris L. ili gospin plašt na glasu je po svojim ljekovitim svojstvima za žene. Ljekoviti sadržaj daju mu eterična ulja, gorke tvari, tanin, fitosterol, saponin i vitamin C.

### Vrste
Vidi Popis vrsta roda Alchemilla